# روبرت ك. ميتشيل
روبرت ك. ميتشيل هو سياسي كندي، ولد في 4 يوليو 1931، وتوفي في 16 يونيو 2007 في أوتاوا في كندا. حزبياً، نشط في حزب أونتاريو المحافظ التقدمي. وقد انتخب عضو برلمان مقاطعة أونتاريو.